# Rue de la Digue (Bruxelles)
Pour les articles homonymes, voir Rue de la Digue.
La rue de la Digue (en néerlandais : Damstraat) est une rue bruxelloise de la commune d'Ixelles qui va de la rue de la Brasserie à la rue des Cygnes.
La numérotation des habitations va de 5 à 37 pour le côté impair et de 2 à 18 pour le côté pair.